# Richard Lemon Lander
Richard Lemon Lander (Truro, 8 febbraio 1804 – Nigeria, 8 febbraio 1834) è stato un esploratore britannico.

## Biografia
Figlio di un oste di Truro in Cornovaglia, iniziò la sua vita da esploratore come assistente dell’esploratore scozzese Hugh Clapperton in una spedizione in Africa Occidentale nel 1825. Alla morte di Clapperton nell'aprile del 1827 avvenuta vicino a Sokoto, attualmente in Nigeria, fu l'unico europeo della spedizione a sopravvivere. Ritornò in Gran Bretagna nel luglio del 1828. Ritornò in Africa Occidentale nel 1830 accompagnato da suo fratello John. Sbarcarono a Badagri il 22 marzo 1830 e seguirono il corso del fiume Niger da Bussa sino al mare,  dopo aver esplorato 160 chilometri di sponde del Niger ritornarono ad esplorare il fiume Benue e il delta dello stesso Niger. Tornarono in Gran Bretagna nel 1831. Nel 1832 ritornò in Africa a capo di una spedizione organizzata da Macgregor Laird ed altri mercantio di Liverpool con l'intenzione di fondare una base commerciale nel punto di confluenza tra i fiumi Benue e Niger. Tuttavia la spedizione incontrò molte difficoltà, molte persone morirono di febbri e non riuscì a raggiungere Bussa. Durante un viaggio in canoa Lander fu attaccato da indigeni e ferito ad una coscia. Decise, quindi, di ritornare verso la costa ma durante il viaggio morì a causa delle ferite. Nel 1832 gli fu conferita la Gold Medal (RGS) dalla Royal Geographical Society per i servizi resi nella determinazione del corso del fiume Niger.

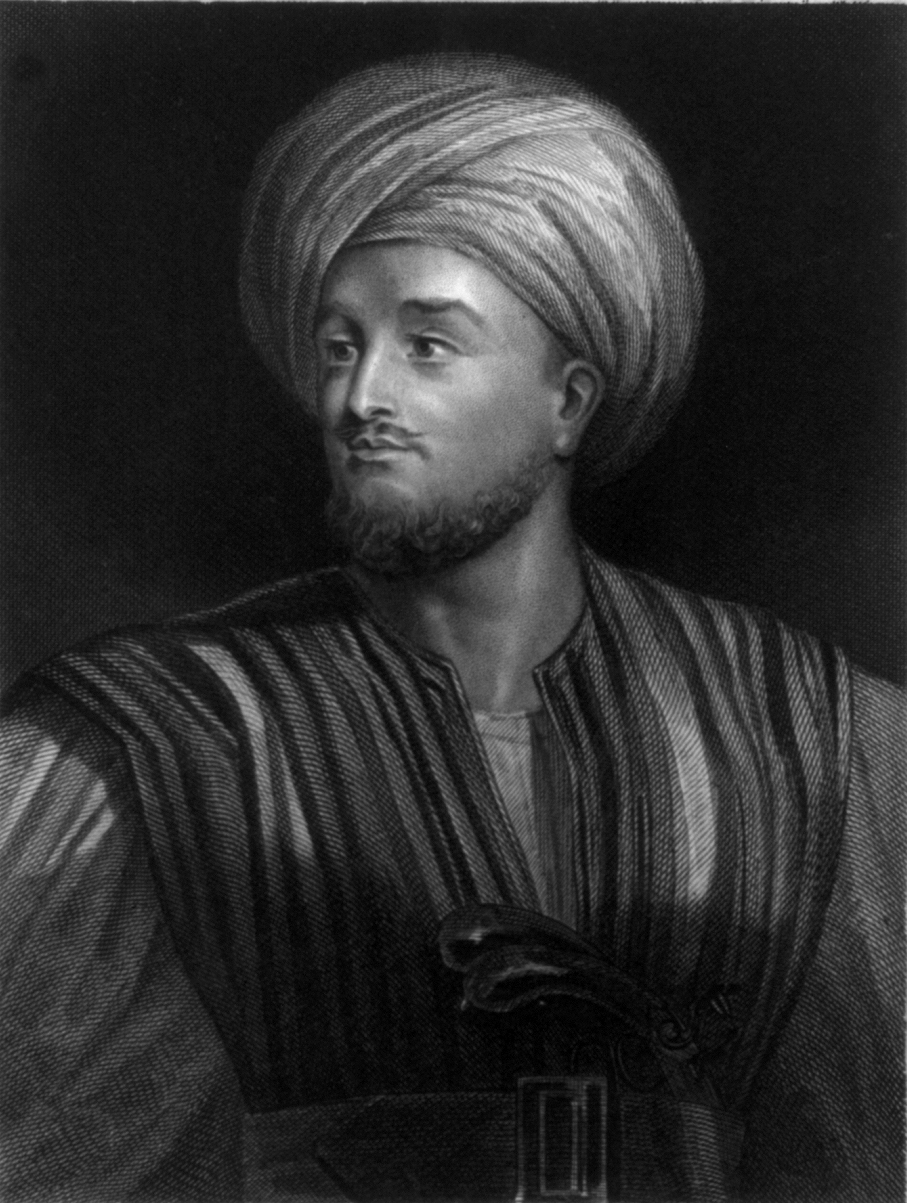
Richard Lemon Lander in costume Africano

A Richard Lemon Lander la UAI ha intitolato il cratere lunare Lander.

## Pubblicazioni
Hugh Clapperton, Richard Lander - Journal of a second expedition into the interior of Africa, from the Bight of Benin to Soccatoo by the late Commander Clapperton of the Royal Navy to which is added The Journal of Richard Lander from Kano to the Sea-Coast Partly by a More Easterly Route - John Murray - Londra - 1829